# 本妙寺通停留場
本妙寺通停留場（ほんみょうじどおりていりゅうじょう）は、かつて熊本県熊本市にあった熊本市交通局坪井線に属した停留場（廃駅）である。

## 構造
相対式2面2線であった。

## 歴史
- 1911年（明治44年）10月1日 - 菊池軌道の射場坂停留場として開業。
- 年月日不詳 - 清正公前停留場に改称、のちに移転し本妙寺口停留場に改称。
- 1953年（昭和28年）6月26日 - 水害で不通となる。
- 1954年（昭和29年）10月1日 - 熊本電気鉄道から軌道線を譲受して坪井線として藤崎宮前 - 上熊本駅前間開通、坪井線の停留場として移転開設、同時に本妙寺通停留場に改称。
- 1970年（昭和45年）5月1日 - 坪井線全線廃止に伴い廃駅。

## 現在
- 電停跡は熊本県道1号熊本玉名線の一部になっている。

## 隣の停留場
熊本市交通局
坪井線
京町口停留場 - 本妙寺通停留場 - 上熊本駅前停留場